# 이츠 카인드 오브 어 퍼니 스토리
《이츠 카인드 오브 어 퍼니 스토리》(영어: It's Kind of a Funny Story)는 미국에서 제작된 애나 보든, 라이언 플렉 감독의 2010년 코미디 드라마 영화이다. 키어 길크리스, 에마 로버츠, 잭 갤리퍼내키스 등이 출연하였고, 케빈 미셔 등이 제작에 참여하였다.

## 줄거리
학업과 진로 문제, 짝사랑, 열등감 등에 짓눌려 자살을 고민하던 10대 크레이그는 청소년 정신병 환자 입원층이 당분간 문을 닫으면서 성인 환자 입원층에 5일간 입원하여 다른 환자들과 유대감을 형성한다.

## 출연
- 키어 길크리스트 - 크레이그 길너 역
- 에마 로버츠 - 노엘 역
- 잭 갤리퍼내키스 - 보비 역
- 바이올라 데이비스 - 미너바 의사 역
- 조이 크래비츠 - 니아 역
- 토머스 맨 - 에런 피츠커랄도 역
- 아시프 만드비 - 마무드 의사 역
- 버나드 화이트 - 무타다 역
- 로런 그레이엄 - 린 길너 역
- 짐 개피건 - 조지 길너 역
- 매슈 마 - 험블 역
- 에이드리언 마티네즈 - 조니 역
- 제러미 데이비스 - 스미티 역
- 메리 버드송 - 보비의 전 아내 역
- 노벨라 넬슨 - 교수 역
- 모건 머피 - 조애니 역
- 밸런티나 더앤절리스

## 기타 제작진
- 배역: 신디 톨런
- 미술: 베스 미클
- 세트: 캐리 스튜어트
- 의상: 커트 앤드 바트